# Masku
Masku es un municipio de Finlandia situado en la región de Finlandia Propia. En 2017 su población era de 9.645 habitantes. La superficie del término municipal es de 204,01 km², de los cuales 29,16 km² son agua. El municipio tiene una  densidad de población de 55,16 hab./km².
Limita con los municipios de Mynämäki, Nousiainen, Rusko, Raisio, Naantali y Taivassalo, todos ellos en su misma región.
El ayuntamiento es unilingüe en finés.